# Кука (село, Читинський район)
Ку́ка (рос. Кука) — село у складі Читинського району Забайкальського краю, Росія. Входить до складу Ліснинського сільського поселення.
Стара назва — Курорт Кука.

## Населення
Населення — 283 особи (2010; 315 у 2002).
Національний склад (станом на 2002 рік):
- росіяни — 99 %